# Силуан (Шаларь)
Епископ Силуан (рум. Episcopul Siluan, в миру Марин Дмитриевич Шаларь (Шалару), рум. Marin Dmitrievici Şalari; род. 19 апреля 1977, с. Варатик, Рышканский район, Молдавская ССР, СССР) — епископ Русской православной церкви; архиерей Православной церкви Молдовы, епископ Орхейский, викарий Кишинёвской епархии.

## Биография
Крещён во младенчестве. В 1984—1992 годы обучался в школе в селе Варатик.
В 1991 году принят послушником в Свято-Троицкий Сахарнянский мужской монастырь.
17 августа 1992 году пострижен в иноческий чин. 23 декабря того же года наместником Сахарнянского монастыря архимандритом Адрианом (Бачу) пострижен в монашество с именем Силуан в честь преподобного Силуана Афонского.
8 января 1996 года митрополитом Кишиневским и всея Молдовы Владимиром (Кантаряном) рукоположён в сан иеродиакона, 13 июня ― в сан иеромонаха к Свято-Троицкому Сахарнянскому монастырю.
В 1996—2000 годы обучался в Кишиневской духовной семинарии, в 2003—2008 годы ― в Кишинёвской духовной академии.
31 мая 1999 года митрополитом Кишинёвским Владимиром за богослужением в Свято-Троицком Сахарнянском монастыре возведен в сан игумена.
5 августа 1999 года митрополитом Кишинёвским Владимиром назначен на должность настоятеля Богородице-Рождественского мужского монастыря в селе Курки Оргеевского района.
21 апреля 2001 года за богослужением в Богородице-Рождественском монастыре в селе Курки митрополитом Кишиневским Владимиром возведен в сан архимандрита.
Решением Правительства Республики Молдова был назначен секретарем попечительского совета по восстановлению Богородице-Рождественского монастыря в села Курки. Член редакционной коллегии энциклопедического издания «Монастыри и скиты Республики Молдовы».
24 сентября 2002 года удостоен права служения с игуменским жезлом.
С октября 2002 по февраль 2016 года ― председатель епархиального отдела по делам монастырей.
В январе 2009 года принимал участие в работе Поместного Собора Русской Православной Церкви от монашествующих Кишинёвской епархии.
30 декабря 2010 года назначен одновременно благочинным церквей Оргеевского района.
В 2015 году зачислен в докторантуру в университет при Академии наук Молдовы.
11 февраля 2016 года Синодом Православной Церкви Молдовы назначен председателем новообразованного Синодального отдела по монастырям и монашеству Православной Церкви Молдовы.

## Архиерейство
21 октября 2016 года решением Священного синода РПЦ избран епископом Орхейским, викарием Кишинёвской епархии.
28 октября 2016 года в храме Всех святых, в земле Российской просиявших, Патриаршей резиденции в Даниловом монастыре в Москве состоялось его наречение во епископа.
4 ноября того же года за Божественной литургией в Патриаршем Успенском соборе Московского Кремля состоялась его еписпская хиротония, которую совершили: Патриарх Кирилл, митрополит Кишинёвский и всея Молдовы Владимир (Кантарян), митрополит Волоколамский Иларион (Алфеев), митрополит Тамасский и Оринийский Исаия (Киккотис) (Кипрская Православная Церковь), архиепископ Тираспольский и Дубоссарский Савва (Волков), епископ Кагульский и Комратский Анатолий (Ботнарь), епископ Унгенский и Ниспоренский Петр (Мустяцэ), епископ Солнечногорский Сергий (Чашин), епископ Сиэтлийский Феодосий (Иващенко), епископ Единецкий и Бричанский Никодим (Вулпе), епископ Сорокский Иоанн (Мошнегуцу).

## Награды

### Церковные
- 2006 ― орден преподобного Паисия Величковского II ст. (Православная Церковь Молдовы)
- 2007 ― орден святого Стефана Великого II ст. (Православная Церковь Молдовы)
- 2008 ― орден святого равноапостольного князя Владимира III ст.
- 2011 ― орден преподобного Серафима Саровского III ст.

### Светские
- 2008 ― Орден Почёта (Ordinul de Onoare) Республики Молдова
- 2011 ― Почетный гражданин (Om Emerit) Республики Молдова